# Richard Virenque
Richard Virenque (* 19. listopadu 1969 Casablanca) je bývalý francouzský reprezentant v silniční cyklistice, který jezdil profesionálně v letech 1991–2004. Jeho silnou zbraní byla jízda v kopcích, pro svůj odvážný styl jízdy s častými sólovými úniky získal přezdívku „Richard Lví srdce“. Na Tour de France obsadil 2. místo v roce 1997, 3. místo v roce 1996, 5. místo v roce 1994 a 6. místo v roce 2000. Sedmkrát získal puntíkovaný trikot nejlepšího vrchaře (1994, 1995, 1996, 1997, 1999, 2003 a 2004), což je historické maximum, a třikrát byl vyhlášen nejaktivnějším jezdcem (1996, 1997 a 2004). Vyhrál na Tour sedm etap a dvakrát jel ve žlutém trikotu vedoucího závodníka. Získal bronzovou medaili na mistrovství světa v silniční cyklistice v individuálním závodě v roce 1994 a vyhrál Polynormande 1995 a 1997, Giro del Piemonte 1996 a klasiku Paříž-Tours v roce 2001. Závěr jeho kariéry byl poznamenán dopingovým skandálem, kdy byl jeho tým Festina v roce 1998 vyloučen z Tour. Virenque přiznal užívání zakázaných látek, odmítl však obvinění z podílu na jejich šíření a byl soudem v Lille osvobozen. V době procesu byl Virenque často zesměšňován v satirickém televizním pořadu Les Guignols de l'info.